# Per Axel Rydberg
Per Axel Rydberg, född 6 juli 1860 i Od, Ods socken, Västergötland, död 25 juli 1931, var en svenskamerikansk botaniker som var den första intendenten på New York Botanical Gardens herbarium.

## Biografi
Per Axel Rydberg föddes i Od, Västergötland och emigrerade till Amerika år 1882. Mellan 1884 och 1890 lärde han ut matematik vid Luthers Akademi i Wahoo, Nebraska, medan han studerade på University of Nebraska. Rydbergs examinerades från universitetet i Nebraska med en kandidatexamen i naturvetenskap 1891 följt av en filosofie magisterexamen år 1895. Efter studier på universitetet i Nebraska tog Rydberg en filosofie doktorsexamen vid Columbia University år 1898.
Strax efter sin examen fick Rydberg i uppdrag från USA:s jordbruksdepartement att genomföra en botanisk utforskning i västra Nebraska. Han fick ytterligare ett uppdrag 1892, då för att utforska en bergskedja kallad Black Hills i västra Syddakota. År 1893 befann han sig vid Sand Hills i västra Nebraska. Under tiden han utförde sina botaniska forskningar fortsatte han att undervisa på Luthers Akademi.

## Kända verk
- 1895: Flora Of The Sand Hills Of Nebraska
- 1897: A Report Upon the Grasses and Forage Plants of the Rocky Mountain Region with C. L. Shear
- 1898: A Monograph of the North American Potentilleae
- 1900: Catalogue of the Flora of Montana and the Yellowstone National Park
- 1906: Flora of Colorado
- 1917: Flora of the Rocky Mountains and adjacent plains, Colorado, Utah, Wyoming, Idaho, Montana, Saskatchewan, Alberta, and neighboring parts of Nebraska, South Dakota, and British Columbia
- 1922: Flora of the Rocky Mountains and adjacent plains, Colorado, Utah, Wyoming, Idaho, Montana, Saskatchewan, Alberta, and neighboring parts of Nebraska, South Dakota, North Dakota, and British Columbia
- 1918:  Monograph on Rosa
- 1923: Flora of the Black Hills of South Dakota
- 1923: Memories from the Department of Botany of Columbia University
- 1932: Flora of the Prairies and Plains of Central North America with M. A. Howe

Auktorsnamnet Rydb. kan användas för Per Axel Rydberg i samband med ett vetenskapligt namn inom botaniken; se Wikipediaartiklar som länkar till auktorsnamnet.

## Andra verk
- 1901: Contributions to the botany of the Yukon Territory, (with Nathaniel Lord Britton, Marshall A. Howe, Lucien Marcus Underwood, and R. S. Williams)
- 1903: Flora of the southeastern United States;being descriptions of the seed-plants, ferns and fern-allies growing naturally in North Carolina, South Carolin, Georgia, Florida, Tennessee, Alabama, Mississippi, Arkansas, Louisiana and the Indian territory and in Oklahoma and Texas east of the one-hundredth meridian,(with John Kunkel Small)
- 1919: Key to the Rocky Mountain flora; Colorado, Utah, Wyoming, Idaho, Montana, Saskatchewan, Alberta, and parts of Nebraska, South Dakota, North Dakota, and British Columbia.
- 1899-1913: Studies on Rocky Mountain flora.  (Series: Contributions from the New York Botanical Garden)